# 都勝
都 勝（と しょう、生年不詳 - 1499年）は、明代の軍人。本貫は河間府寧津県。

## 生涯
南京羽林左衛指揮僉事の職を嗣いだ。成化初年、都指揮僉事の代行に抜擢された。倭寇に備えるため揚州府に駐屯し、塩徒の反乱を撃破した。1478年（成化14年）、尹旻らに推挙されて参将となり、協同で運河交通の監督にあたった。陝西で飢饉が起こると、都勝は勅命を受けて米100万石を輸送し、振恤にあたった。1486年（成化22年）、王信が死去すると、都勝は都指揮使を代行し、王信に代わって総兵官をつとめた。1487年（成化23年）、中府都督僉事を代行した。弘治年間、都督僉事として南京前府の俸給も受けた。1499年（弘治12年）7月、死去した。